# Saint-Sornin (Charente Marittima)
Saint-Sornin è un comune francese di 315 abitanti situato nel dipartimento della Charente Marittima nella regione della Nuova Aquitania.

## Società

### Evoluzione demografica
Abitanti censiti